# U-424 (tàu ngầm Đức)
U-424 là một tàu ngầm tấn công  Lớp Type VII thuộc phân lớp Type VIIC được Hải quân Đức Quốc Xã chế tạo trong Chiến tranh Thế giới thứ hai. Nhập biên chế năm 1943, nó chỉ thực hiện được hai chuyến tuần tra và không đánh chìm được mục tiêu nào. Trong chuyến tuần tra cuối cùng, U-424 bị các tàu sà lúp Anh HMS Wild Goose và HMS Woodpecker đánh chìm trong Đại Tây Dương về phía Tây Nam Ireland vào ngày 11 tháng 2, 1944.

## Thiết kế và chế tạo

### Thiết kế

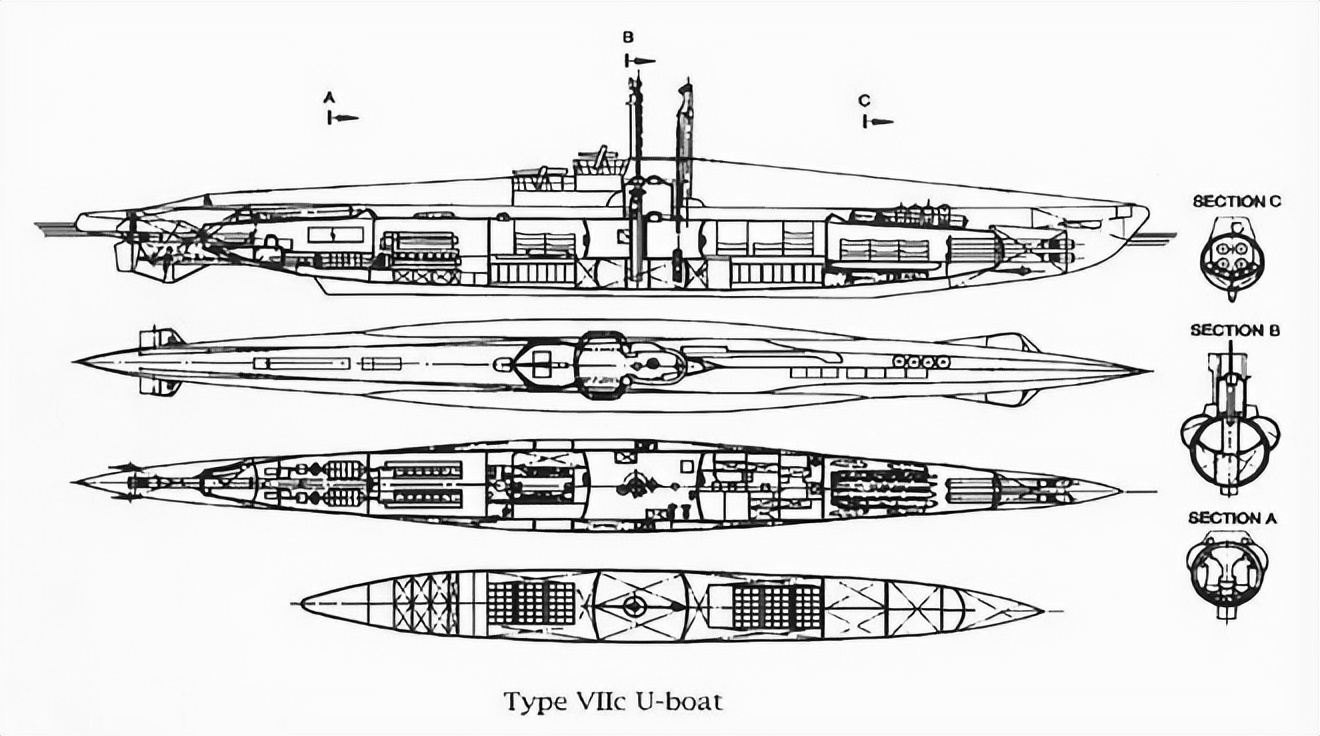
Sơ đồ các mặt cắt một tàu ngầm Type VIIC

Phân lớp VIIC của Tàu ngầm Type VII là một phiên bản VIIB được kéo dài thêm. Chúng có trọng lượng choán nước 769 t (757 tấn Anh) khi nổi và 871 t (857 tấn Anh) khi lặn). Con tàu có chiều dài chung 67,10 m (220 ft 2 in), lớp vỏ trong chịu áp lực dài 50,50 m (165 ft 8 in), mạn tàu rộng 6,20 m (20 ft 4 in), chiều cao 9,60 m (31 ft 6 in) và mớn nước 4,74 m (15 ft 7 in).
Chúng trang bị hai động cơ diesel Germaniawerft F46 siêu tăng áp 6-xy lanh 4 thì, tổng công suất 2.800–3.200 PS (2.100–2.400 kW; 2.800–3.200 bhp), dẫn động hai trục chân vịt đường kính 1,23 m (4,0 ft), cho phép đạt tốc độ tối đa 17,7 kn (32,8 km/h), và tầm hoạt động tối đa 8.500 nmi (15.700 km) khi đi tốc độ đường trường 10 kn (19 km/h). Khi đi ngầm dưới nước, chúng sử dụng hai động cơ/máy phát điện Garbe, Lahmeyer & Co. RP 137/c  tổng công suất 750 PS (550 kW; 740 shp). Tốc độ tối đa khi lặn là 7,6 kn (14,1 km/h), và tầm hoạt động 80 nmi (150 km) ở tốc độ 4 kn (7,4 km/h). Con tàu có khả năng lặn sâu đến 230 m (750 ft).
Vũ khí trang bị có năm ống phóng ngư lôi 53,3 cm (21 in), bao gồm bốn ống trước mũi và một ống phía đuôi, và mang theo tổng cộng 14 quả ngư lôi, hoặc tối đa 22 quả thủy lôi TMA, hoặc 33 quả TMB. Tàu ngầm Type VIIC bố trí một hải pháo 8,8 cm SK C/35 cùng một pháo phòng không 2 cm (0,79 in) trên boong tàu. Thủy thủ đoàn bao gồm 4 sĩ quan và 40-56 thủy thủ.

### Chế tạo
U-424 được đặt hàng vào ngày 10 tháng 4, 1941, và được đặt lườn tại xưởng tàu Danziger Werft ở Danzig (nay là Gdańsk thuộc Ba Lan) vào ngày 16 tháng 4, 1942. Nó được hạ thủy vào ngày 28 tháng 11, 1942, và nhập biên chế cùng Hải quân Đức Quốc Xã vào ngày 7 tháng 4, 1943 dưới quyền chỉ huy của Hạm trưởng, Trung úy Hải quân Günter Lüders.

## Lịch sử hoạt động
Sau khi hoàn tất việc huấn luyện trong thành phần Chi hạm đội U-boat 8, U-424 được điều sang Chi hạm đội U-boat 1 từ ngày 1 tháng 10, 1943 để phục vụ trên tuyến đầu.
=== Chuyến tuần tra thứ nhất ===Chiếc U-boat
Sau khi di chuyển từ cảng Kiel, Đức đến cảng Trondheim, Na Uy vào đầu tháng 10, 1943, U-424 xuất phát từ đây vào ngày 22 tháng 10 cho chuyến tuần tra đầu tiên trong chiến tranh. Nó đã tiến ra Bắc Hải, rồi băng qua khe GI-UK giữa quần đảo Faroe và Iceland để vòng qua quần đảo Anh và hoạt động tại vùng biển Đại Tây Dương về phía Tây Ireland (Khu vực Tiếp cận phía Tây). Chiếc U-boat đã không đánh chìm được mục tiêu nào, và kết thúc chuyến tuần tra khi đi đến càng Brest bên bờ Đại Tây Dương của Pháp đã bị Đức chiếm đóng, đến nơi vào ngày 15 tháng 12.

### Chuyến tuần tra thứ hai
U-424 khởi hành từ cảng Brest vào ngày 29 tháng 1, 1944 cho chuyến tuần tra thứ hai, cũng là chuyến cuối cùng, để hoạt động tại vùng biển về phía Tây Nam Ireland. Vào ngày 11 tháng 2, nó bị các tàu sà lúp Hải quân Hoàng gia Anh HMS Wild Goose và HMS Woodpecker thả mìn sâu đánh chìm tại tọa độ 50°00′B 18°14′T / 50°B 18,233°T. Toàn bộ 50 thành viên thủy thủ đoàn của U-424 đều đã tử trận.

### "Bầy sói" tham gia
U-424 từng tham gia bốn bầy sói:
- Eisenhart 2 (9 – 15 tháng 11, 1943)
- Schill 3 (18 – 22 tháng 11, 1943)
- Weddigen (22 tháng 11 – 7 tháng 12, 1943)
- Igel 2 (3 – 11 tháng 2, 1944)